# 츠저우 주화산 공항
츠저우 주화산 공항 IATA: JUH, ICAO: ZSJH은 중국 안후이성 츠저우시를 취항하는 공항이다. 츠저우 시내 중심부에서 20km 떨어진 구이치 구에 위치해 있다. 이 공항은 또한 20km 떨어져 있는 퉁링시와 불교 성지인 주화산에도 서비스를 제공한다. 공항 건설은 2009년 8월 26일에 시작되었다. 당초 6억 900만 위안의 비용으로 2011년에 개항할 것으로 예상되었으나, 실제 개항일은 2013년 7월 29일이었으며 총 비용은 8억 8900만 위안이었다.

## 시설
이 공항은 길이 2,400미터, 폭 45미터의 활주로를 갖추고 있다. 연간 50만 명의 승객을 처리하도록 설계되었다.

## 항공사와 목적지
| 항공사                 | 목적지                     |
| ---------------------- | -------------------------- |
| 청두 항공              | 청두–톈푸, 저우산          |
| 중국남방항공           | 광저우, 제양               |
| 차이나 유나이티드 항공 | 베이징–다싱                |
| 선전 항공              | 선전                       |
| 톈진 항공              | 구이양, 칭다오, 샤먼, 시안 |

## 같이 보기
- 중화인민공화국의 공항 목록
- 중화인민공화국의 가장 분주한 공항 목록